# SN 2006pa
SN 2006pa – supernowa typu Ia odkryta 22 października 2006 roku w galaktyce A023223-0042. W momencie odkrycia miała maksymalną jasność 22,00m.